# Marrigje Willems
Marrigje Willems, född 1704, död 1748, var en nederländsk rebell. Hon var en av deltagarna i Pachterupproret 1748, och dömdes till döden och avrättades för sin medverkan. 